# Triângulo Esmeralda
O Triângulo Esmeralda é uma região no norte da Califórnia, assim chamada por ser a maior região produtora de cannabis nos Estados Unidos. A região inclui três municípios em uma configuração triangular invertida:
- Condado de Humboldt, na costa
- Condado de Trinity, interior
- Condado de Mendocino, ao sul

Os produtores cultivam plantas de cannabis nesta região desde a década de 1960, durante o Verão do Amor de São Francisco. Cultivar cannabis no Triângulo Esmeralda é considerado um estilo de vida, e os habitantes locais acreditam que todos que vivem nesta região dependem direta ou indiretamente da indústria da cannabis. A indústria explodiu na região com a aprovação da Proposta 215 da Califórnia, que legalizou o uso de cannabis para fins medicinais na Califórnia. A aprovação da Proposição 64 em 2016 legalizou a venda e distribuição geral de cannabis.

## Preocupações ambientais
Há um impacto ambiental da produção de cannabis ao ar livre no Triângulo Esmeralda, que é amplamente não regulamentado. Esses efeitos incluem represamento ilegal, desvio e retirada de água de córregos (especialmente durante o verão), e também escoamento carregado de pesticidas em córregos, os quais podem degradar a pesca de salmão. O corte raso e a construção de estradas para as plantações de cannabis também podem degradar o meio ambiente e colocar o salmão em perigo. Os cultivos geralmente ocorrem ilegalmente em terras públicas.